# Lucio Cornificio
Lucio Cornificio (latino: Lucius Cornificius) (fl. I secolo a.C.) è stato un politico romano.

## Biografia
Fu uno degli accusatori di Marco Giunio Bruto nel processo agli uccisori di Giulio Cesare.

Successivamente fu comandante della flotta di Ottaviano nella guerra contro Sesto Pompeo e, grazie al suo coraggio ed al suo ardore, riuscì a salvare la flotta durante una battaglia, quando era in grave pericolo al largo della Sicilia (38 a.C.). Alla fine fu capace di catturare la nave di Democare, l'ammiraglio pompeiano.

Lucio Cornificio si mise in evidenza anche nella campagna militare dell'anno 36 a.C.: Ottaviano lo aveva lasciato con un presidio a Tauromenium, ma Cornificio, nonostante gravi difficoltà, riuscì a rompere l'assedio e a condurre i suoi uomini fino a Mylae, dove unì le sue forze con quelle di Marco Vipsanio Agrippa.
Per tutti questi servigi venne ricompensato con il consolato nell'anno 35 a.C.
Come molti altri generali dell'epoca augustea, Cornificio fece costruire un nuovo tempio dedicato a Diana, così da abbellire la città.